# SHUFFLE! Love Rainbow
《SHUFFLE! Love Rainbow》는 2011년 4월 28일 발매된 일본의 게임 회사 Navel의 SHUFFLE! 시리즈 여섯 번째 작품이다.

## 개요
SHUFFLE! Essence+의 특전에서 공개된 Princess Princess에서 리시안사스와 키쿄우, 린이 신계로 여행을 떠나는 내용으로 예고되었다. 이후 발매가 공지되어 2011년 4월 28일에 발매되었다.

## 스토리
각자 독립된 네 개의 시나리오가 준비되어 있다.

### 리시안사스 & 키쿄우 애프터
SHUFFLE! Essence＋ 리시안사스·키쿄우 엔딩 후
리시안사스와 키쿄우와 린이, 연인이 되고 나서도 별로 연인답지 않게 굴고 있는 것에 인내심의 한계를 느낀 신왕님.
그는 딸들에게 린을, 신계 여행으로 이끌도록 타이르는 것이었다. 하지만, 여행지인 신계의 바다는 어째서인지 신왕 취향의 리조트가 되어 있는데…….

### 카에데 애프터
Really? Really! 후요우 카에데의 기억을 되찾은 후
계절은 돌고 돌아서, 다시 여름.
두 명이 연인으로서 처음으로 보내는 여름은, 본인들도 괜찮을까 생각하는 달콤한 공기에 둘러쌓여있는데…….

### 프리무라 애프터
감정이 눈을 떠 완전히 「오빠」의 여동생이 된 프리무라.
린이 기뻐해 줬으면 해서 무엇인가 해 주고 싶어서 오늘도 아사와 카레하라는 두 사람에게 상담을 하지만…….

### 루리=마츠리 루트
SHUFFLE! Essence＋에 등장한 남장 소녀·루리=마츠리가 츠치미 러버즈에 가입되는 이야기.
그녀와의 만남이, 좀 더 다른 형태라면……?

## 등장인물

### 주요 등장인물
츠치미 린(土見 稟)
성우 : 없음
주인공. 어렸을 적에 부모님께서 교통사고로 돌아가시는 바람에 고아가 되어, 동갑내기 친구인 카에데의 집에서 식객으로 지내고 있다. 어렸을 적, 길을 잃었던 두 명의 소녀 시아와 네리네와 함께 놀아줬었고, 그 두 소녀가 그의 약혼녀임을 자청하여 바베나 고등학교에 전학을 왔다.
리시안사스(リシアンサス)
성우 : 사사 루미코 / 아오키 사야카
통칭 시아. 신계를 통치하는 신왕의 외동딸. 어릴 적에 한 번만 만난 린과의 만남을 가슴에 품고, 인간계로 이사해 왔다. 밝고 건강한 성격.상냥하고, 누구와도 보통 이상으로 이야기할 수 있는 무드 메이커적 존재. 가사도 운동도 자신있지만, 공부는 골칫거리. 또, 가끔씩 폭주하는 부친을 의자로 때려 넘어뜨리는 일도 하고있다.
키쿄우(キキョウ) (뒷면 시아(裏シア)
성우 : 사사 루미코 / 아오키 사야카
리시안사스와 같은 모습을 한 소녀. 그 정체는……?
후요우 카에데(芙蓉 楓)
성우 : 토노 란 / 고토 유코
린의 소꿉 친구이며, 동거인. 모친은, 린의 부모님과 함께 사고로 타계했다. 바베나 학원에 다니고, 린과는 클래스 메이트. 두뇌 명석·운동신경 만능·용모 단정·가사 발군이라고 하는 완벽 초인으로, 학원의 아이돌적 존재. 그러나, 린을 우선으로 행동한 나머지, 자신에 관해서는 실수를 많이 함.
프리무라(プリムラ)
성우 : 호쿠토 미나미 / 히토미
통칭 리무. 신계와 마계가 공동으로 개발한 인공생명체. 쭉 이야기로 듣고 있던 린이 신경쓰여, 인간계를 방문했다. 과묵하고, 교제가 극단적으로 골칫거리. 기본적으로 좋고 싫음이라고 하는 감정이나, 취미등을 가지고 있지 않다(고양이에는 흥미가 있는 것 같다). 린을 만나고 나서는, 그 마음에 조금씩 변화가 생긴다.
루리=마츠리(ルリ＝マツリ)
성우 : 무카이 아오이(나바타메 히토미로 추정)
신계의 친위대에 소속된 소녀. 분별없게 모습을 보이지 않고, 모습을 보여도 남장하고 있는 경우가 많다. 꿋꿋하게 한 행동에는 접근하기 어려운 풍격이 있지만, 성격은 온화하고 마음 상냥하다.

## 노래
- Summer Again(OP)
  - 작곡:앗쵸리케 작사:니시마타 아오이 노래:YURIA
- Primary(ED)
  - 작곡:앗쵸리케 작사:모리바야시 아키라 노래:하시모토 미유키

## 같이 보기
- Navel - 제작사
- SHUFFLE! Essence+ - 본편
- Really? Really! - 카에데 애프터의 본편